# 死んでるみたいに生きたくない
「死んでるみたいに生きたくない」（しんでるみたいにいきたくない）は、渡辺美里の楽曲。1985年12月5日にEPIC・ソニー（現・エピックレコードジャパン）より発売された3枚目のシングル。

## 概要
表題曲およびカップリング曲共に、1stアルバム『eyes』からのシングルカット。
発売当初はEP盤のみのリリースだったが、1989年12月1日に8cmCDにフォーマットを変更しリリースされた。

## 収録曲
1. 死んでるみたいに生きたくない
作詞：戸沢暢美／作曲：小室哲哉／編曲：後藤次利
2. Bye Bye Yesterday
作詞：渡辺美里／作曲：岡村靖幸／編曲・プロデュース：清水信之

## 収録アルバム
- 『eyes』 ※死んでるみたいに生きたくない (#7)
- 『eyes』 ※Bye Bye Yesterday (#11)
- 『THE LEGEND』 ※死んでるみたいに生きたくない (#6)
- 『25th Anniversary Misato Watanabe Complete Single Collection〜Song is Beautiful〜』※死んでるみたいに生きたくない (Disc.1 #3)
- 『harvest』※死んでるみたいに生きたくない (Disc.1 #4)